# Éléonore Denuelle de la Plaigne
Eleonore Louise Catherine Denuelle de la Plaigne (Parijs, 13 september 1787 - aldaar, 30 januari 1868) was een dochter van Dominique Denuelle de la Plaigne (circa 1748-1821) en Françoise Caroline Éléonore Sophie Couprie (1767 - 1850).

Eleonore was een hofdame van de eerste echtgenote van Napoleon, namelijk Joséphine de Beauharnais. Tevens was Eleonore een van Napoleons vele maîtresses. Napoleon kreeg samen met Eleonore een kind; graaf Charles Léon Denuelle (1806 tot 1881).

## Biografie
Als meisje uit een goede familie werd ze toegelaten tot het internaat van Madame Campan, waar ze de zussen van Napoleon ontmoette.
Op 15 januari 1805, trouwde ze met Jean-Honoré-François Revel, kapitein in het 15e regiment dragonders. Twee maanden later blijkt de jonge echtgenoot slechts een avonturier en een bedrieger te zijn. Hij werd gearresteerd en veroordeeld tot twee jaar gevangenisstraf.
Éléonore deed toen een beroep op de vriendschap van Carolina Bonaparte, die prinses Murat en keizerlijke hoogheid was geworden. Ze neemt haar in dienst als voorlezeres. Al snel werd Éléonore de minnares van de echtgenoot van haar weldoenster en vervolgens, op aanraden van laatstgenoemde, van de keizer zelf.
Op 13 december 1806, zeven en een halve maand nadat haar scheiding was uitgesproken, beviel Éléonore van een zoon, Charles Léon. De vader, Napoleon, werd hiervan op de hoogte gebracht op 30 december 1806, in Pułtusk. Éléonore zou de vader van haar kind nooit meer terugzien. Toen ze zich het volgende jaar op het kasteel van Fontainebleau aanbood, weigerde de keizer haar te ontvangen.
De jonge moeder krijgt echter een comfortabel jaarlijks pensioen en een eerbare echtgenoot in de persoon van een jonge luitenant in het 15e infanterieregiment, Pierre-Philippe Augier de la Sauzaye (zoon van Philippe Augier de La Sauzaye). De bruiloft, rijkelijk bedeeld, vindt plaats op 4 februari 1808, in het gemeentehuis van het 10e (oude) arrondissement.
Minder dan vijf jaar later, na de dood van haar echtgenoot, die verdween tijdens de passage van de Bérézina, verhuisde Éléonore naar Mannheim. De groothertogin van Baden, Stéphanie de Beauharnais de geadopteerde dochter van Napoleon en ook een voormalig klasgenoot van het internaat van Madame Campan, nodigde haar daar uit.
Éléonore ontmoette haar derde echtgenoot in Duitsland, graaf Charles-Auguste-Émile-Louis de Luxbourg, met wie ze trouwde op 23 mei 1814. Ondanks de inspanningen van haar eerste echtgenoot, die aan het einde van hetzelfde jaar weer verscheen en probeerde hun scheiding nietig te laten verklaren, beleefde Éléonore deze keer een duurzame verbintenis, die pas vijfendertig jaar later eindigde, bij de dood van de graaf, op 1 september 1849. Ondertussen leefde het paar afwisselend in Parijs en Mannheim.
Als ze voor de tweede keer weduwe wordt, heeft Éléonore nog bijna twintig jaar te leven. Ze stierf in Parijs, in haar appartement aan de boulevard Malesherbes nr. 20, op 30 januari 1868, en wordt begraven op de begraafplaats Père-Lachaise.
- Gemeinsame Normdatei: 1305425030
- Système universitaire de documentation: 24363479X
- Virtual International Authority File: 1367153834738764450007